# 俺タチのまとめ盤
『俺タチのまとめ盤』はONE☆DRAFT初のベスト・アルバム。2017年1月25日発売。発売元は徳間ジャパンコミュニケーションズ。

## 解説
- デビュー10年目を記念したベストアルバム。これまでにリリースされた全てのシングル曲とアルバムのリード・トラックを含む2枚組、全33曲収録のアルバムとなっている。また、ファンより長年リリースから望まれていたライブ限定の楽曲「まだ止まれない」も初収録される。

## 収録曲

### DISC1
1. あいたくて、あえなくて、あいしてる
11thシングル。
2. ごめんよ
4thアルバム『ガチウタ』収録曲。
3. 会いたい夜 feat. Macheri
3rdアルバム『蜂の巣』収録曲。
4. ALL FOR ONE
6thアルバム『ALL FOR ONE』収録曲。
5. Over Drive
6thアルバム『ALL FOR ONE』収録曲。
6. フルサト
1stシングル。
7. この胸に直接響いてた
6thアルバム『ALL FOR ONE』収録曲。
8. 陽炎の向こう
4thアルバム『ガチウタ』収録曲。
9. 湾怒羅不斗 〜不屈の特攻隊長〜
6thアルバム『ALL FOR ONE』リード・トラック。
10. 青春の雨(なみだ)
4thシングル。
11. SUMMER DAYZ
1stミニアルバム『SUMMER DAYZ』収録曲。
12. ダイヤモンド 〜世界で一番固いイシ〜
12thシングル。
13. 一度きりの大声で
5thアルバム『ダイナマイト』リード・トラック。
14. 一歩一歩 〜終わりなき道しるべ〜
3rdシングル。
15. ワンダフルデイズ
7thシングル。
16. アンコール
2ndアルバム『DREAMAKER』収録曲。

### DISC2
1. ONE WAY
5thアルバム『ダイナマイト』収録曲。
2. 男魂
6thアルバム『ALL FOR ONE』収録曲。
3. キミに恋するオレの唄
7thアルバム『スタートライン』リード・トラック。
4. アイヲクダサイ
5thシングル。
5. TRAIN
8thシングル。
6. TIME
7thアルバム『スタートライン』収録曲。
7. 情熱
6thシングル。
8. Paper Plane
4thアルバム『ガチウタ』収録曲。
9. スタートライン
7thアルバム『スタートライン』収録曲。
10. 虹 〜"晴れ"ときどき"涙"〜
4thアルバム『ガチウタ』収録曲。
11. Signal
5thアルバム『ダイナマイト』収録曲。
12. 夜空
9thシングル。
13. ラヴソング
2ndシングル。
14. カレンダー 〜ケンカしたり、ふざけたり、泣かせたり〜
4thアルバム『ガチウタ』リード・トラック。
15. 5年後…
10thシングル。
16. まだ止まれない
今作が初収録となる楽曲。
17. アンコールII
7thアルバム『スタートライン』収録曲。